# Clave uno: médicos en alerta
Clave uno: médicos en alerta es la primera serie médica totalmente realizada y ambientada en el Perú y la primera en tratar, a profundidad, las carencias del sistema público de salud en dicho país. Escrita por Enrique Moncloa —bajo originalidad de Susana Bamonde— y dirigida por Lucho Barrios, fue producida por Imizu Producciones para la cadena Frecuencia Latina y emitida en el horario estelar de las 9:00 PM.
Se estrenó el 20 de abril de 2009 con una temporada inicial de 50 episodios. Debido a su aceptación, fue renovada para una segunda temporada y posteriormente para una tercera, que presentó notables cambios de enfoque en la trama al no contar con la mayor parte del reparto inicial. La serie culminó el 3 de diciembre de 2010 con 3 temporadas y un total de 139 episodios, dejando la historia en un cliffhanger. Días antes, Susana Bamonde (creadora y productora de la serie) afirmó que los ejecutivos de Frecuencia Latina estaban evaluando ordenar una cuarta temporada para continuar la historia, pero finalmente el canal decidió no continuar debido a los altos costes de producción que demandaba el proyecto. Además de verse en el extranjero, fue posteriormente retransmitida a través del canal Panamericana Televisión entre el 20 de agosto de 2018 y el 5 de marzo de 2019 a las 23:00 horas, siendo una de las producciones cuyos derechos de transmisión le fueron cedidos por Latina, gracias a la alianza estratégica entre ambos canales.
La serie pertenece al género drama médico y cuenta las historias vividas en el hospital peruano Santo Socorro, un vertiginoso mundo lleno de preocupaciones, suspenso y adrenalina, en el cual sus médicos lidian día a día esforzadamente por salvar vidas, haciendo de la medicina no solo una profesión, sino también una pasión.

## Argumento
En el momento más inesperado, un accidente, una grave enfermedad o un crimen a sangre fría hacen que la vida de una persona dé un giro repentino, y ahí es donde los médicos, enfermeras y auxiliares de Emergencias deben olvidarse de sí mismos y correr contra el reloj para lograr que el paciente vea un día más de luz.
La sala de emergencias del hospital Santo Socorro recibe un promedio de 300 casos al día. Aquí es donde jóvenes médicos deben luchar para poder salvar la vida de sus pacientes a pesar de las carencias y limitaciones que tiene este nosocomio, típico del área de salud peruana. Dentro de las diversas subtramas que maneja la serie, un equipo multidisciplinar de especialistas —cirujanos, emergenciólogos, dentistas, pedíatras, internos y administradores— enfrentan situaciones extremas, complejos cuadros clínicos y lesiones dentro del ámbito de salud estatal en el Perú. Así, el Santo Socorro es un hospital público, situado en el precario contexto del sector latinoamericano, con un sinfín de carencias y necesidades: pocos tópicos, carece del equipamiento técnico necesario para tratar a los pacientes, sufre de frecuentes cortes de energía, insuficiencia de medicamentos, acinamiento, posee una infraestructura deficiente, depende de donaciones foráneas y del apoyo del Estado para sostenerse —tiene un director que pasa la mayor parte de su tiempo en reuniones y almuerzos con políticos intentando obtener donativos o nuevas máquinas para el hospital— sin mencionar la falta de espacio en la unidad de cuidados intensivos. En paralelo al tratamiento propio de los casos de emergencia, Clave uno también narra los dilemas morales, crisis existenciales y romances secretos que tienen los médicos, enfermeras y pacientes del hospital en su vida diaria. Emociones encontradas, envidias y enredos amorosos son afrontados en un mundo agitado y arriesgado, donde salvar una vida deja poco espacio para resolver los problemas personales.
Dentro de la sala de emergencias, el personal empleado se ve continuamente superado por la afluencia de gran cantidad de heridos al centro hospitalario y la falta de condiciones para tratarlos, lo cual genera una situación de orden prioritario en atención médica, conocida como «Clave uno». En este contexto, la serie entrelaza las vivencias íntimas y profesionales de sus protagonistas con el tratamiento, origen y resolución de distintos casos y enfermedades —fracturas, intoxicaciones respiratorias, tiroteos, sobredosis, contusiones, quemaduras, aneurismas, embarazos no deseados, accidentes de tránsito, asaltos, suicidios, lesiones deportivas, violaciones, etc— repartidos en cada episodio. Explorando situaciones verídicas ocurridas a diario en el imperfecto entorno peruano, el programa aborda casos de interés social tales como el alcoholismo, drogadicción, derechos del niño, maltrato familiar, violencia callejera, entre otros. Incorporando la problemática cotidiana del país en una narrativa realista y didáctica, la serie busca crear conciencia sobre diversos temas de preocupación en la sociedad peruana, incluyendo la donación de órganos, la irresponsabilidad de los vendedores informales, la venta ilegal de sangre, el tráfico de órganos, la trata de personas, la orfandad y los problemas administrativos de la sanidad pública. La trama es asentuada con dosis de pensamiento por parte de los personajes, ofreciendo reflexiones de carácter alegórico, y filosófico sobre el pensamiento humano, la felicidad, el amor, la soledad, el abandono, la vida y la muerte. En palabras de Bamonde, «Clave uno: médicos en alerta refleja una parte de nuestra idiosincrasia y ve las dificultades de las personas en el tema salud», retratando a los doctores no como ángeles o demonios, si no como seres humanos: con todos sus defectos, virtudes, errores, dudas, aciertos, temores e inseguridades.
En conclusión, se trata de una serie básicamente dramática, pero con dosis de acción, romance y humor que plantea también la difícil situación a la que se enfrentan los profesionales de la salud y la carencia de condiciones óptimas para atender la demanda de los pacientes, tocando de manera ágil y entretenida los problemas sociales, la lealtad, la solidaridad y el respeto a la vida de todos.

## Reparto
| Intérprete                         | Personaje                     | Temporadas  | Temporadas  | Temporadas  |
| Intérprete                         | Personaje                     | 1           | 2           | 3           |
| Principales                        | Principales                   | Principales | Principales | Principales |
| ---------------------------------- | ----------------------------- | ----------- | ----------- | ----------- |
| Karina Jordán                      | Dra. Marcela Piqueras         | Principal   | Principal   | Principal   |
| Francisco Cabrera                  | Dr. Pablo Linares             | Principal   | Principal   | Principal   |
| Gian Piero Díaz                    | Dr. Salvador Bruce            | Principal   | Invitado    | Principal   |
| Marcello Rivera                    | Dr. Jacinto Zavaleta          | Principal   | Principal   | Principal   |
| Wendy Vásquez                      | Dra. Susana Dañino            | Principal   | Principal   |             |
| Patricia de la Fuente              | Kika Sarmiento                | Principal   |             |             |
| Connie Chaparro                    | Teresa «Tessie» Cúneo         | Principal   | Principal   | Principal   |
| Marisol Ramos                      | Carla Morán                   | Principal   |             |             |
| Anneliese Fiedler                  | Mercedes «Meche» Arenas       | Principal   | Principal   | Invitada    |
| Edwin Vásquez                      | Romualdo Velarde              | Principal   | Principal   | Principal   |
| María José Vega                    | Luz María «Luzma» Olivera     | Principal   |             |             |
| Diego Lombardi                     | Dr. Pedro «Peter» Solari      | Principal   | Principal   |             |
| Edward Llungo                      | Ricardo «Rickitín» Pazos      | Principal   |             |             |
| María del Carmen Sirvas            | Paula Bances                  | Principal   |             |             |
| Carlos Galiano                     | Julio García                  | Principal   |             |             |
| Juan Francisco Escobar             | Ernesto                       | Principal   |             |             |
| Elsa Olivero                       | Blanca León                   | Principal   | Principal   | Principal   |
| Giselle Collao                     | María Inmaculada «Inma» Cuya  | Principal   | Principal   | Principal   |
| Sofía Bogani                       |                               | Principal   |             |             |
| Óscar López Arias                  | Dr. Arturo Córdoba            | Principal   | Principal   |             |
| André Silva                        | Mario                         | Principal   | Principal   |             |
| Germán «Manchi» Ramírez            |                               | Principal   |             |             |
| Toño Vega                          | Dr. Antonio Barrios           | Principal   | Principal   |             |
| Óscar Carrillo                     | Dr. Domingo Fuentes           |             | Principal   | Principal   |
| María Angélica Vega                | Dra. Patricia Malca           |             | Principal   |             |
| Stephanie Orúe                     | Yolanda Rivera                |             | Principal   |             |
| Ángela Gutiérrez                   | Ángela                        |             | Principal   | Principal   |
| Rodrigo Sánchez Patiño             | Dr. Javier Abugattás Laghi    |             |             | Principal   |
| Paloma Yerovi                      | Dra. Fernanda Sánchez Gamarra |             |             | Principal   |
| Ximena Díaz                        | Fátima Bravo                  |             |             | Principal   |
| Natalia Cárdenas                   | Sandra Villanueva             |             |             | Principal   |
| Bruno Ascenzo                      | Mateo Estrada                 |             |             | Principal   |
| Óscar Ugaz                         | Pedro Velarde                 |             |             | Principal   |
| Juan Carlos Pastor                 | Guillermo                     | Recurrente  | Recurrente  | Principal   |
| Guillermo Castañeda                | Bernardo                      |             |             | Principal   |
| Recurrentes e invitados especiales |                               |             |             |             |
| Ramsay Ross                        | Dr. Charles McMillan          | Recurrente  | Invitado    | Invitado    |
| Kukuli Morante                     | Rupy                          | Recurrente  |             |             |
| Milagros López Arias               | Rocío Manrique                | Invitada    | Invitada    |             |
| Nidia Bermejo                      | Helena Ruiz Ochoa             | Invitada    |             | Invitada    |
| Delfina Paredes                    | Sonia Colmenares              | Invitada    |             |             |
| Cristian Rivero                    | Gonzalo                       |             | Invitado    |             |
| Katia Condos                       | Dra. Rebeca Fabre             |             |             | Recurrente  |
| Paul Martin                        | Dr. Luis Fabre Jáuregui       |             |             | Invitado    |
| Marisol Ramos                      | Lena Méndez                   |             |             | Invitada    |
| Cati Caballero                     | Andrea                        |             |             | Invitada    |

## Episodios
| Temporada | Temporada | Episodios | Episodios | Emisión original         | Emisión original        |
| Temporada | Temporada | Episodios | Episodios | Primera emisión          | Última emisión          |
| --------- | --------- | --------- | --------- | ------------------------ | ----------------------- |
|           | 1         | 50        | 50        | 20 de abril de 2009      | 29 de junio de 2009     |
|           | 2         | 40        | 40        | 1 de octubre de 2009     | 25 de noviembre de 2009 |
|           | 3         | 49        | 49        | 21 de septiembre de 2010 | 3 de diciembre de 2010  |

### Temporada 1 (2009)
La serie comienza con la llegada de los nuevos internos al hospital, que son jóvenes doctores sin especializarse que llegan a trabajar y hacer sus prácticas a la sala de Emergencias del Santo Socorro: Tessie Cúneo (Connie Chaparro) —hija de Kika (Patricia de la Fuente), jefa de enfermeras—, la simpática aunque superficial Mercedes «Meche» Arenas (Anneliese Fiedler), y el inexperto Romualdo Velarde (Edwin Vázquez), quien inmediatamente se enamora de ella. Aquí conocen al sarcástico e inteligente jefe de emergencias Jacinto Zabaleta (Marcello Rivera), la estricta pediatra Susana Dañino (Wendy Vásquez), el traumatólogo Peter Solari (Diego Lombardi), el cardiólogo Salvador Bruce (Gian Piero Díaz), el cirujano Pablo Linares (Francisco Cabrera) y la reflexiva doctora clínica Marcela Piqueras (Karina Jordán), con quienes entablan una estrecha amistad.
Mientras les llegan preocupantes casos (como tratar de atender heridos de una pelea entre barras bravas sin que se maten unos a otros en el hospital) se nos presenta la relación de rivalidad entre el Dr. Zavaleta y la Dra. Susana Dañino, una de las doctoras más brillantes y hermosas del equipo, pero con un carácter ambicioso y frío que nadie soporta. Además de cuestionar los métodos que utiliza su jefe, Susana desconfía de Jacinto debido a que este sufre de una secreta enfermedad que lo obliga a medicarse inyectándose dosis fuertes de metadona y morfina, que a veces lo hace resbalar o que se le caigan cosas de las manos. Aprovechando esto, Susana hace todo lo posible por obtener la jefatura de Emergencias a cualquier costo. Asimismo, se muestran los desencuentros entre Zavaleta y Antonio Barrios (Toño Vega), el director del hospital, debido a las malas condiciones de trabajo de su sector y al carácter recto que Jacinto mantiene con respecto a algunas políticas del centro o ciertos casos graves de falta a la ética médica. Aun así, ambos permanecen como buenos amigos, ya que los problemas personales no deben interferir con su diaria profesión.
En tanto, Marcela y su novio, el cardiólogo Salvador, han decidido casarse y marcharse a una clínica de lujo, pero ella no se decide porque interiormente tiene una gran inseguridad de comprometerse con él. Sus dudas crecerán cuando descubra que siente una fuerte atracción hacia Pablo, su mejor amigo de toda la vida, de quien no se ha separado desde que se conocieron en la facultad de medicina. Pablo, por su parte, tiene constantes líos conyugales con su esposa, la guionista Carla Morán (Marisol Ramos), quien le recrimina su falta de ambición profesional, le exige más comodidades y lo incita a trasladarse a una clínica privada donde tendría un mejor sueldo y mejores condiciones de trabajo. No obstante Pablo se niega, pues trabajar en el sector privado de salud implicaría realizar consultas sencillas que no le aportan a su desarrollo personal, además de abandonar al equipo de Emergencias (especialmente a Marcela).
Jacinto le confiesa a dos personas su secreto: solo saben de su enfermedad Antonio (el director) y Rickitín, el protegido de los médicos que llegó de los Estados Unidos a hacer sus prácticas en el lugar que le vio nacer, y que considera a Zavaleta como su maestro y padre. En los primeros episodios, se refleja cómo es la vida de los internos en los hospitales públicos: las guardias que cumplen, las horas que pasan cuidando y atendiendo a sus pacientes, privándose a veces de su tiempo libre para ganar puntos con sus jefes. La serie ahonda en los conflictos internos que suceden dentro del entorno peruano de salud (insuficiencia de equipos, bajos salarios, pugnas con el ministerio, cortes intempestivos de electricidad, falta de camas o medicinas). Además, se abordan casos de interés ocurridos en los últimos años en la realidad latinoamericana (personajes famosos valiéndose de sus influencias para ocultar sus crímenes, políticos con doble moral que quieren que los médicos los encubran, la indiferencia que sufren los ancianos por parte del gobierno y la sociedad, etc).
La primera temporada es, básicamente, una visita hospitalaria al mundo de los centros médicos peruanos y la relación de los doctores con sus pacientes, combinando los conflictos administrativos del sistema de asistencia sanitaria con las relaciones profesionales, amicales y afectivas que allí se producen, explorando con agilidad aspectos de la vida misma como muerte, envidias, fatalidades, desconciertos y el clásico romance prohibido.

### Temporada 2 (2009)
Anunciada el 2 de julio de 2009, la segunda temporada de Clave uno: médicos en alerta mantuvo, esencialmente, los mismos lineamientos trazados en la primera, agregando mayores dosis de intriga y suspenso con especial interés en la evolución del lado emocional de los doctores. Además de contar con casi todos sus personajes originales, se sumaron nuevas incorporaciones al elenco, entre ellas Stephanie Orúe y María Angélica Vega Zapata, se le dio mayor peso argumental a los personajes de Giselle Collao y Óscar López Arias y, a pedido del colegio odontológico del Perú, se añadió un dentista a la trama (interpretado por Óscar Carrillo) cuyo personaje se encargaría de reflejar los abusos y maltratos que viven estos profesionales en sus centros de trabajo, además de los acostumbrados recortes en el presupuesto que el gobierno destina a los consultorios dentales.
La segunda temporada se ubica cronológicamente 6 meses después del término de la primera. Pablo y Marcela son felices, disfrutando de su convivencia como pareja estable. En la sala de Emergencias del Santo Socorro se han dado algunos cambios: la recepcionista Carmela fue sustituida por Ángela, que permanecerá con el personal médico hasta el final de la serie. Jacinto y Susana se han casado y regresan al hospital después de su luna de miel para encontrarse con la sorpresiva incorporación del Dr. Domingo Fuentes, el nuevo encargado del área de odontología, que tiene numerosos desencuentros con el personal (especialmente con Blanca, la jefa de enfermeras). El hospital público cuenta ahora con una asistenta social, la valerosa Yolanda Rivera. Impulsada por un sentimiento que le hacía extrañar demasiado a Emergencias, Meche también regresa a trabajar ahí, despidiéndose gustosamente de su aburrido trabajo en un consultorio privado y reencontrándose con su exnovio Romualdo, quien hasta ese momento no se había atrevido a llamarla ni pedirle que vuelva.
Finalmente, y debido a que Salvador partió a Estados Unidos con Carla, el hospital tiene ya su reemplazo: la profesional cardióloga Patricia Malca, una bella mujer muy trabajadora y poco interesada en el amor. Completan el equipo la enfermera Inma y el intrigante médico Arturo Córdoba, que se convertirán en núcleo central de la historia y cuyas acciones darán curso a las tramas de esta temporada. De esta forma, los episodios comienzan a desarrollarse en medio de la atmósfera común del Santo Socorro, donde los doctores luchan diariamente para vencer a la muerte. Así las cosas y los conflictos no tardan en llegar.

### Temporada 3 (2010)
La tercera temporada inició grabaciones el 25 de enero de 2010 con cambios notables en el enfoque de la historia, debido a la ausencia de gran parte del elenco original: Anneliese Fiedler, Óscar López Arias, Stephanie Orúe y Diego Lombardi debido a que se encontraban grabando la telenovela Los exitosos Gomes mientras que Wendy Vásquez empezaba su participación en la telenovela Lalola, por lo que sus personajes no aparecieron más en la serie (aunque eran constantemente mencionados). En su lugar, se incorporaron personajes nuevos para suplir sus roles (Rodrigo Sánchez Patiño como antagonista, Paloma Yerovi Cisneros como nueva compañera y enemiga secreta de Jacinto, la actriz y presentadora Katia Condos como nuevo interés de Romualdo, Bruno Ascenzo y Natalia Cárdenas como los nuevos internos, Óscar Ugaz —quien ya había aparecido en la serie con otro personaje— y Ximena Díaz como la nueva asistenta social). Adicionalmente, se añadió un adelanto de intriga al inicio de cada episodio para dar mayor cabida al tratamiento de grandes accidentes. De esta forma, se incrementó el número de casos médicos por episodio, cambiando drásticamente el tono del argumento a uno mucho más sobrio. Además de utilizar un mayor número de locaciones, en esta temporada la producción pudo meterse de lleno en temas que antes no habían explorado o solo habían mencionado, tales como la viabilidad de los servicios sociales, las huelgas de médicos, la lucha entre distintos sectores por obtener financiamiento, la relación entre los galenos y la prensa, la cirugía estética en el Perú, las reuniones con el Ministro para planear estrategias que mejoren la atención a los pacientes, etc.
Finalmente, cabe señalar que, mientras se filmaba la temporada, el equipo de producción de Imizu evaluó la idea de realizar un crossover entre Clave uno: médicos en alerta y Los exitosos Gomes, ambas escritas por Enrique Moncloa. Según Susana Bamonde, se pensaba escribir un episodio de ambas series para vincularlas entre sí (por ejemplo, los personajes de Sol y Martín Gomes —interpretados por Gianella Neyra y Diego Bertie— yendo al Santo Socorro a atender una emergencia, o Sol y Martín presentando un reportaje sobre el hospital en Mega Noticias). No obstante esta posibilidad no llegó a concretarse, más allá de un par de referencias en ambos proyectos.
La tercera temporada se ubica cronológicamente seis meses después del término de la segunda, con la Dra. Marcela siendo ingresada a Emergencias a causa del nacimiento de su hijo, Nicolás. Mientras presenta a Fátima Bravo, la nueva asistenta social que entra en reemplazo de Yolanda, Jacinto Zavaleta reflexiona sobre los cambios que se han dado en su equipo médico: Meche Arenas partió hace algún tiempo al obtener una beca para estudiar en Chile; Peter Solari partió a un congreso de traumatología en Bélgica y, en un par de días, su esposa viajará a Reino Unido para hacer un posgrado en cirugía pediátrica llevando consigo a Susanita, la hija de ambos. Arturo continúa desaparecido, aunque Inma especula que quizá pudo haber muerto a causa de sus heridas. Su jefa, Blanca León, ahora trabaja doble turno en el hospital para poder darle comodidades a Enrique, el hijo que adoptó al final de la temporada anterior, aunque su esposo el Dr. Fuentes no está de acuerdo. Romualdo, que terminó con Meche antes de su partida, recibe la visita de su hermano, Pedro Velarde, quien trabajará con él como enfermero. Sin embargo, en el día de su llegada, un incendio en un puesto informal de artículos pirotécnicos provoca un Clave uno en la sala de emergencias, que los médicos no pueden cubrir. Esto coincide con el sorpresivo traslado de Javier Abugattás, un cirujano plástico refinado y ambicioso, que llega al Santo Socorro con la idea de fundar un departamento para realizar costosas cirugías reconstructivas, a lo que Jacinto inicialmente se niega. En venganza, Javier ejecuta una serie de acciones deliberadas (involucrarse con la prensa, sobornar a miembros del gremio médico, operar sin autorización y usurpar funciones públicas) con la intención de dejar mal a Jacinto ante sus superiores y ganar una posición política, en complicidad con el hermano de Romualdo, quien se convierte en su pupilo.
Debido a que Marcela se encuentra aún en descanso por el nacimiento de su hijo, se integra al equipo la psiquiatra Fernanda Sánchez, una feme fatale de orígenes misteriosos, dulce y manipuladora. En un inicio se enamora de Jacinto, pero cuando el emergenciólogo obtiene un ascenso y se convierte en el nuevo director del Santo Socorro, Fernanda decide utilizar sus encantos para seducirlo, convertirse en su compañera inseparable, ganarse su confianza y obtener poder, pero tropieza con las intenciones del Dr. Abugattás. Así, ambos lucharán por ver cuál de ellos logra controlar a Jacinto y, en última instancia, adueñarse del hospital.
Completan el equipo la reconocida doctora Rebeca Fabre (especialista en neurocirugía que toma interés en Romualdo) y los nuevos internos, Sandra Villanueva y Mateo Estrada. Sandra, una joven atractiva pero impetuosa, se enamora poco a poco del Dr. Salvador, quien reasume sus labores como cardiólogo al inicio de la temporada y toma a los internos bajo su tutela. Pablo, convertido en jefe de la unidad de Emergencias tras el ascenso de Jacinto, enfrentará un terrible obstáculo que pondrá en peligro su matrimonio y, posiblemente, la vida de su esposa.

### Cancelación
Durante los últimos episodios, la serie trató el tema de los daños que sufre la infraestructura de los centros de salud del Perú, un país proclive a los movimientos telúricos por encontrarse sobre el cinturón de fuego del Pacífico. Mientras un grupo de obreros de Defensa Civil trabajan reforzando los cimientos del hospital, un repentino terremoto derrumba gran parte de la estructura del centro atrapando a Jacinto y Pablo, quienes habían bajado al sótano para hablar con los ingenieros. Mientras el hospital se queda sin electricidad y los pacientes son evacuados, Javier Abugattás logra rescatar a Pablo y Jacinto, que se encuentra gravemente herido. Luego de atravesar dos complicadas cirugías, Marcela reasume sus labores como doctora para ayudar a los heridos por el derrumbe, reencontrándose con Pablo que salió ileso. Mateo finalmente obtiene la codiciada beca para hacer una residencia en la universidad Johns Hopkins en Baltimore, pero le declara a Tessie sus intenciones de quedarse y formar una familia, pese a que ella le explica que no siente nada por él. Mientras Sandra atiende al Dr. Bruce y le salva la vida, Tessie sufre un aborto espontáneo y pierde al hijo que llevaba. Fernanda Sánchez declara públicamente que estaba al tanto de los crímenes de su esposo —un médico con licencia falsa— asegurando así su permanencia en el Santo Socorro a costa de perjudicar a Jacinto, pero adelantándose a Javier. Romualdo, que estuvo aplazando la decisión de empezar una relación formal con la Dra. Fabre, finalmente se decide y la besa en los exteriores del hospital. Sin embargo, ambos son sorprendidos por la súbita reaparición de Meche, que ha regresado al Perú. En los minutos finales, se muestra un recuento de los momentos más memorables que vivió Jacinto durante las tres temporadas, mientras el emergenciólogo se debate entre la vida y la muerte.
Según declaró Susana Bamonde días antes del estreno, la temporada fue escrita con la intención específica de dejar un final abierto, pues los ejecutivos de Frecuencia Latina esperaban ordenar más temporadas para continuar la historia. Es importante señalar que, en ese momento, el canal ya se encontraba financiando otras producciones de Imizu (principalmente Lalola) por lo que les resultaba imposible cubrir los elevados costos de producción que exigía el proyecto, así que optaron por no renovar la serie para otra temporada. No obstante, Imizu continuó realizando ficciones para el canal, entre ellas la telenovela La Tayson, corazón rebelde, la serie policial Comando Alfa y el drama legal Acusados, todas escritas por Moncloa.

## Producción

### Creación y desarrollo
«La serie recibe el nombre de Clave uno: médicos en alerta debido a ser este un término empleado por los médicos para referirse a un caso grave, a un herido casi de muerte, es como un código. A mí se me ocurrió el nombre y la respuesta a esa situación era que los médicos estén en alerta».
Susana Bamonde, gerente ejecutiva de Imizu Producciones

Clave uno: médicos en alerta fue concebida por la productora peruana Susana Bamonde directora ejecutiva de Imizu Producciones, quien inicialmente pensaba hacer una ficción sobre el cuerpo general de bomberos voluntarios del Perú, pero los costos en posproducción y locaciones la obligaron a descartar la idea. Por lo tanto, decidió hacer una historia retratando las vicisitudes del personal médico en el contexto de la salud pública latinoamericana, lo cual constituía producir el primer drama médico realizado en el Perú, una idea nunca antes intentada en la TV de dicho país. Si bien el género había alcanzado logros importantes en el extranjero, en Hispanoamérica no se había explorado salvo en un par de ocasiones (por ejemplo, la producción colombiana Héroes de turno de Caracol Televisión, la miniserie chilena Urgencias de Roos Film —ambas de corta duración—, o las posteriores adaptaciones de formatos extranjeros como Sala de urgencias y A corazón abierto). No obstante, la diferencia principal de esta serie con las producciones hechas anterior o posteriormente, radica en la férrea crítica al sistema administrativo de salud y en abordar problemas sociales propios de los centros estatales peruanos. Según Bamonde, la intención inicial del proyecto no fue hacer una apología a los defectos del sistema, sino construir un producto localista que refleje de lleno el diario vivir en los hospitales públicos de la región: equipos averiados, bajos salarios, huelgas, negligencias, recortes de presupuesto, pacientes sin seguro, poco apoyo por parte del Estado, espacio insuficiente en las unidades de trauma y desabastecimiento de la medicina, una realidad bastante alejada de los dramas médicos extranjeros de fama internacional.
Enrique Moncloa (escritor de Besos robados; Milagros; Dragones: destino de fuego; Bésame tonto; La mujer de Lorenzo; Los choches; entre otros) tuvo a su cargo escribir la historia, crear a los personajes y desarrollar los temas, giros, intrigas y argumentos que se sucedieron durante las 3 temporadas. Para los casos médicos, la producción recorrió diversos hospitales públicos de Lima entrevistando al personal, recabando las experiencias profesionales y personales de doctores y enfermeras, para darle a la acción el mayor realismo posible. Si bien la mayoría de casos fueron extraídos de la realidad local, otros fueron adaptados al contexto latinoamericano. Asimismo, Moncloa incorporó al guion las experiencias que relataron los médicos (como el compañerismo que existe entre ellos ante demandas legales por posibles faltas al juramento hipocrático o sucesos extraños en noches de guardia). Para la escenografía, el equipo artístico de Imizu remodeló una antigua casona ubicada en el distrito de Barranco, construyendo un moderno hospital con tres salas de trauma, seis tópicos de observación y cirugía, una sala de descanso, tres quirófanos y una Unidad de cuidados intensivos, contando con asesoría directa de EsSalud durante todo el proceso. De igual forma, una empresa que brinda servicios a distintos nosocomios del país les proporcionó los insumos, materiales y equipos necesarios.
Antes de iniciar las grabaciones, el elenco completo pasó varias semanas en intensivas capacitaciones de primeros auxilios, talleres de atención de emergencias, terminología y asesoramiento para la construcción de sus personajes. Adicionalmente, el equipo se trasladó durante dos semanas a la sala de emergencias del hospital Rebagliati, de tal forma que los actores pudiesen estudiar el comportamiento, actitud y perspectiva de los doctores, a la vez que aprendían todo lo referente al universo de los centros de salud nacionales.
Con una inversión aproximada de 12.000 dólares por temporada, Clave uno: médicos en alerta constituye una de las producciones más costosas realizadas en el Perú, no solo por su numeroso elenco, sino también por los efectos visuales y sonoros empleados en la realización de cada capítulo.

#### Factores de diferencia con otras realidades y formatos
Durante la preproducción, diversos medios de prensa compararon este proyecto con ficciones médicas extranjeras —particularmente, el laureado serial norteamericano E.R. Sala de urgencias, que en ese momento acababa de emitir su última temporada— debido a que ambas transcurren en el mismo escenario. No obstante, el contexto sanitario en que cada una se desarrolla es radicalmente distinto. Con una inversión del 17,4% en el sector, el gabinete de salud estadounidense cuenta con leyes de protección al paciente, institutos de investigación y desarrollo tecnológico, programas como medicare o medicaid para cubrir los precios del modelo sanitario (la estancia media en una sala de emergencias bordea los $USD 3.000) y el debate gira en torno, más bien, a reducir el gasto fiscal con un sistema de cobertura universal que favorezca intereses ciudadanos, económicos y políticos.
En el Perú, por otro lado, la falta de una gerencia eficiente en programas sanitarios, pocos recursos, desorganización, maquinaria defectuosa, tiempos prolongados de espera, gasto individual en exámenes, diagnósticos, derivaciones y medicamentos, informalidad y poco financiamiento dan como resultado el espectro opuesto. Según Flor de María Philipps, exdirectora de la Superintendencia Nacional, si bien se cuenta con un plan de aseguramiento esencial, la cantidad de equipos, centros hospitalarios, insumos médicos o personal especializado es insuficiente para cubrir la demanda de pacientes del país —aproximadamente un 82% de la población—, esto debido a que solo un 5,4% del presupuesto público se destina a la medicina (cifra inferior a otros países de Latinoamérica como Colombia, Brasil o Argentina). Teniendo en cuenta estas diferencias, Bamonde delimitó la distancia entre Clave uno y el resto de ficciones del género recalcando que, si bien los valores de producción y estética visual son similares, «La problemática de los hospitales de Estados Unidos no es la misma que la de acá, y eso es lo que mostraremos: nuestra realidad tal cual». De hecho, por la temática tratada, el ritmo frenético de la narrativa y el concepto de galenos en un sistema deficiente, Clave uno: médicos en alerta guarda cierta semejanza con producciones lanzadas muchos años después (por ejemplo Código negro o Chicago Med), también situadas en salas de emergencias con pocos recursos y en contextos sociales similares.

### Filmación y posproducción
Las grabaciones de la primera temporada iniciaron el 8 de diciembre de 2008, con la constante supervisión de un grupo de médicos reales, encargados de crear el acercamiento necesario entre el equipo de producción y los conceptos, accesorios, recetas, indumentaria, equipamiento e interacciones que se encuentran en una verdadera sala de emergencias. Bamonde afirma que, si bien el elenco aprendió las pautas necesarias para atender una emergencia, la presencia de por lo menos un médico en el set durante las 3 temporadas fue fundamental, ya que alguien debía estar ahí para evaluar los procedimientos, cuidar los detalles y corregir posibles errores. Según afirmó Cabrera en una entrevista, la tercera temporada contó con el asesoramiento de tres médicos (aunque para entonces, la mayoría de actores originales ya estaban familiarizados con la terminología).
La composición digital de efectos especiales corrió a cargo de Amílcar Zapata, —quien anteriormente formó parte del equipo artístico de Esta sociedad—, mientras que Maggio Cordero se encargó de la edición de sonido.

### Banda sonora
La secuencia de apertura y música incidental fueron creadas por el compositor peruano César Vega, utilizando principalmente piano, cornos y violines. Si bien la banda sonora está conformada por piezas puramente orquestales, en un episodio de la segunda temporada se añadió un fragmento de la canción «For no one» del grupo musical inglés The Beatles interpretada por Paul McCartney.
Para la tercera temporada, Vega introdujo una nueva selección de temas melódicos con una variación significativa en la instrumentación, además de añadir de forma recurrente la canción «Lazarus» de Porcupine Tree y, en un episodio, el clásico «Summertime» de Louis Armstrong y Ella Fitzgerald. Daniel Padilla, musicalizador televisivo, colaboró con Vega seleccionando las melodías que fungieron de Leitmotiv para cada situación o personaje (ambos ya habían trabajado juntos en El gran reto y La fuerza Fénix).

### Calificación por edades
En su emisión original por Frecuencia Latina, la serie recibió una calificación parental de «Mayores de 14 años». Sin embargo, para la retransmisión de 2018 en Panamericana Televisión, la serie llevó la calificación de «Mayores de 18 años», presumiblemente debido a otra serie con dicha calificación que ocupó antes el mismo horario y ante un posible caso de descuido del programador del canal. En todo caso, la calificación +14 es la única válida.